# Ironclad – Bis zum letzten Krieger
Ironclad – Bis zum letzten Krieger (Originaltitel: Ironclad) ist ein britisch-US-amerikanischer Abenteuerfilm des Regisseurs Jonathan English, der am 4. März 2011 in den britischen Kinos anlief. In Deutschland erschien der Film am 7. Oktober 2011 auf DVD und Blu-ray Disc. Die Leih-DVD bzw. Leih-Blu-ray Disc wurde bereits am 14. September 2011 in Deutschland veröffentlicht. Mit Ironclad 2 – Bis aufs Blut wurde 2014 eine Fortsetzung veröffentlicht.

## Handlung
Der Film spielt im mittelalterlichen England. Der tyrannische King John wird vom eigenen, revoltierenden Adel besiegt und zur Unterzeichnung der Magna Carta gezwungen. Darin werden grundlegende politische Freiheiten des Adels gegenüber dem englischen König verbrieft. Bereits kurz nach der Vereinbarung beginnt der Monarch jedoch mit Vorbereitungen, die rebellierenden Adligen wieder zu unterwerfen. Er formiert aus seinen Untergebenen und herbeigerufenen dänischen Söldnern eine Streitmacht, mit der er über die Anführer seiner Gegner herfällt und sie umbringt.
Ein reisender Abt und dessen drei Begleiter, erfahrene Tempelritter, werden zufällig Augenzeuge der Gewaltexzesse. Sie stellen sich King John entgegen, wenngleich ihr Eingreifen aufgrund der zahlenmäßigen Übermacht sinnlos erscheint. Die Kreuzzügler werden überwältigt und getötet – bis auf Templer Marshal, der flüchten kann. Er wendet sich an den Erzbischof Langton, den Erzrivalen King Johns. Man fasst den Plan, das strategisch wichtige Rochester Castle einzunehmen, um den Tyrannen zu hindern, mit seinem Heereszug weiter in Richtung London vorzudringen. Unter der Führung des Barons de Albany besetzt eine Gruppe verwegener Kämpfer – einschließlich Marshal – schließlich die Festung, trotz eindringlicher Proteste des Burgherren Cornhill.
King John belagert die Burg, um seine Widersacher endgültig zu bezwingen. Die Belagerten um Baron de Albany und Marshal erringen immer wieder kleinere Siege, müssen jedoch auf Entsetzung durch die verbündeten Franzosen hoffen. Schließlich gelingt es King John doch, die Burg einzunehmen, wobei alle Belagerten bis auf Marshal, den Knappen Guy und die Gemahlin von Cornhill den Tod finden. Bevor auch diese getötet werden, erreicht das französische Heer gerade noch rechtzeitig die zerstörte Burg und kann John und sein Söldnerheer vertreiben. Marshal wird vom Erzbischof von seinem Mönchsdienst entbunden.

## Produktion
Die Dreharbeiten wurden ausschließlich in Wales und von den dortigen Dragon Studios durchgeführt. Die Produktionskosten beliefen sich auf ca. 25 Millionen US-Dollar und der Film stellt damit die bisher teuerste walisische Independent-Produktion dar. Laut Produzent Andrew J. Curtis stellte sich die Finanzierung als sehr schwierig dar, sie sei „komplexer als eine Karte der Londoner U-Bahn“ gewesen. Es war das erste Projekt der neu gegründeten Produktionsfirma Mythic International Entertainment.
Für den Soundtrack war Lorne Balfe, der derzeit in Hans Zimmers Studio Remote Control Productions tätig ist, zuständig. Eine Soundtrack-CD des Films ist ebenfalls im Handel erhältlich.
Ursprünglich sollte Megan Fox die Rolle der Lady Isabel übernehmen, sprang dann allerdings ab und wurde durch Kate Mara ersetzt.

## Kritiken
Ironclad – Bis zum letzten Krieger erhielt durchwachsene Kritiken.

„Ironclad ist ein anstrengender Film: Auf pathostriefende Monologe über Recht und Freiheit haben Jonathan English und seine Co-Autoren wohlweislich verzichtet, dafür nehmen die Erzähler ihr Szenario zu ernst. Mit einer hohen Schnittfrequenz, hektischer Handkamera und knallharten Gewaltdarstellungen werden die Schlachtensequenzen schnell zur Belastungsprobe. […] Damit war das Budget dann wohl auch aufgebraucht. Zumindest deuten die miesen CGI-Effekte, die allerdings nur selten zum Einsatz kommen, darauf hin. Sei es drum – Ironclad mag ein kleiner Film sein, dafür aber einer mit Ecken und Kanten: aufregend, beklemmend und dabei auch noch ziemlich fetzig!“

„Ironclad ist ein blutiges Schlachtengemälde, das während der ganzen zwei Stunden prächtig unterhält. Manchmal wünscht man sich aber einen weniger exzessiven Einsatz der Wackelkamera in den Actionsequenzen und etwas weniger Lovestory. Doch dies vermag man mit coolen Helden, fiesen Gegnern und den brutalen Schwertkämpfen auszugleichen, was Ironclad im Endeffekt mehr zu Centurion als zu Kingdom of Heaven macht.“

„Regisseur English trotzt denn auch jedem Anflug von Klasse, verheizt beispielsweise tolle Charakterdarsteller wie Paul Giamatti (Sideways) oder Brian Cox (X-Men 2), und lässt einen durchaus interessanten historischen Actionstoff zu einer billigen und zudem langweiligen Splatterorgie verkommen. Da nützen auch die höchst atmosphärische Kameraarbeit oder die großartige Ausstattung wenig. Es wäre alles da gewesen, um aus Ironclad einen stärkeren Film zu machen, als er es am Ende geworden ist.“